# کاننینگ تاکه‌یاما
کاننینگ تاکه‌یاما (انگلیسی: Cunning Takeyama؛ زادهٔ ۳۰ مارس ۱۹۷۱) بازیگر، و شخصیت‌های تلویزیونی در ژاپن اهل ژاپن است.